# 維達號
維達號（Whydah Gally，也有Whidah或Whidaw等拼法）是18世紀初的一艘大型販奴船，後來被大西洋上的著名海盜頭目黑山姆奪為旗艦，不久便於1717年4月26日在鱈角近海遭遇暴風雨觸礁沉沒，僅兩人生還，船上估計載有4.5公噸的金銀珠寶。1984年確認了維達號的沉沒地點並開始打撈，至今（2008年）已找到10萬件左右的物品，是史上第一艘有實物證實的海盜船。

## 簡述
維達號是一艘三桅帆船，長約31公尺，載重可達300噸，於1715年在英國倫敦首次下水。其「維達」一名乃取自於西非的貿易城市「維達」（Ouidah，發音為WIH-dah）。維達號是被設計用來大規模進行大西洋販奴貿易的，具備速度快的優點，並配有重型武裝。維達號的作業模式是由英國載運貨物至西非換取大量奴隸，然後橫越大西洋到加勒比海地區換取貴金屬、砂糖、靛青及醫藥原料，之後返回英國。
1717年2月，維達號在返回英國途中遭遇黑山姆所率領的海盜集團襲擊，船長羅倫斯·普林斯（Lawrence Prince）投降，之後維達號便成為黑山姆的旗艦。然而同年4月26日，維達號在鱈角近海遭遇暴風雨觸礁沉沒，翌日人們在海灘上只發現9名生還者（2名來自維達號，7名來自其他船艦）及一些被沖上岸的屍體、船體殘骸、錢幣與雜物。據信船上藏有大筆財寶，但因無法確認確實失事地點，而且搜索不易，所以維達號的蹤影便只能存在於一些記錄與故事中。
兩百六十多年後的1984年，探險家巴瑞·克里福（Barry Clifford）打撈到一口刻有「THE WHYDAH GALLY 1716」的船鐘，確認了維達號的沉船地點，並陸續發掘出10萬多件的物品，包含銀幣等盜竊的財物，至今（2008年）仍在打撈，維達號因而成為史上第一艘有實物證實的海盜船。

## 外部連結
- 維達號官方網站 （页面存档备份，存于）